# ミスター・サタン
ミスター・サタンは、鳥山明の漫画『ドラゴンボール』および、それを原作とするテレビアニメ『ドラゴンボールZ』『ドラゴンボールGT』『ドラゴンボール改』『ドラゴンボール超』『ドラゴンボールDAIMA』に登場する架空の人物。
原作では其之三百九十三「新しい神様」、アニメでは『ドラゴンボールZ』第173話「デンデの初仕事!!ドラゴンボール復活だ」で初登場。

## 概要
エイジ736生まれで身長188cm、体重94kg。趣味はゴルフ、オークション。好きな食べ物は高級ステーキ。好きな乗り物は高級車（サタンモデル）。
作品後期における主要キャラクターの1人。人造人間編の終盤（セルゲーム）から登場し、魔人ブウ編でも全体にわたり活躍した。カーリーヘアーに割れた顎に黒い道着で、アクションスターのような風貌をしている。「ミスター・サタン」の名は格闘家としてのリングネームであり、本名は「マーク」（鳥山によると由来は「悪魔」をもじったものであるとのこと）。サタンの住む地域は苗字と名前に分かれていないので、名前はマークのみになる。英語圏で翻訳された『ドラゴンボール』では、サタン（悪魔）という名は不穏当という理由で、"Hercule" （ギリシャ神話のヘラクレス）というファーストネームが使われている。
孫悟空らと比較するとコメディ要素の強いキャラクターで、作品自体としても戦闘シーンが増えて殺伐としがちだった展開の中で、ムードメーカー的なキャラクターになっていった。鳥山明はサタンについて「個人的に最も好きなキャラクター」「個人的に一番描いていて楽しかった。僕は昔から、「威張っているけど、せこい」というキャラクターが好き」と発言している。また、鳥山は好きな5人の戦士として、悟空、ベジータ、ピッコロ、クリリンと共にサタンの名を挙げており「無口とは正反対のキャラで、こんなせこいヤツではあるけれど、悪いヤツじゃない的なキャラは描いていて楽しかったから好き」と語っている。本来はセルゲーム開幕前の単なるお笑いキャラクターで終わる予定だったが、担当編集者の武田冬門の「このキャラは面白いですね〜」という一言で鳥山も乗り気になり、その後も続けて登場することになった。
格闘技の世界チャンピオンであり、孫悟空など常人の域を超えた達人が出場しなくなり、武術界のレベルが大幅に低下した第24回天下一武道会で優勝している。間接的とはいえ、セルや魔人ブウを倒すきっかけを与えたキーパーソンでもあり、事の真実を知らない大多数の地球人からは、セルを直接倒した英雄だと思われている。魔人ブウについては、ドラゴンボールによって地球人の魔人ブウに関する記憶は消されたが、ただ漠然と何かから地球の危機を救ったという認識だけは残っている。
20代前半までに美人歌手ミゲルと結婚、「天使（ミゲル）と悪魔（サタン）が結婚!」と当時の世間を騒がせる。魔人ブウ編開始ごろまでにはその妻は亡くなっているが、一人娘のビーデルがいる。家族は2人だけだが、使用人はかなりいる。魔人ブウを倒した後、ビーデルと孫悟飯が大学卒業後に結婚したため、孫一家とは縁戚になった。アニメでは一番弟子のピロシキと二番弟子のカロニー、マネージャーのピーザが登場し、弟子2人はセルゲームにてサタンの前座としてセルに挑んでいる。また、劇場版アニメでは幼馴染みでともに武道家の道を歩んだ大金持ちのジャガー・バッタ男爵が登場している。彼とは昔から仲が悪いうえ、小学6年の夏合宿でオネショしたことを唯一覚えていることから、弱みを握られている。
セルゲーム当時から運転手つきのリムジンを所有しており、鳥山明は「サタンは実は当時からお金持ちで、サタングッズなどを売っていて儲けていたと思う」と語っている。また、鳥山明はキャラクターの中で一番美食家なのはサタンで、「値段で食べる感じ。高級なだけでOK」と評している。一方で魔人ブウ編では料理が上手いという一面も見せている。
作中では明かされていないが若い頃は「サタンの城」と呼ばれる格闘技の道場に通っており、かなりの実力とライバルの対戦相手が食中毒になるなどの強い運の持ち主で、たちまち世界チャンピオンになり、道場の名前から「ミスター・サタン」と呼ばれるようになる。ある日、遠征先の南の都の酒場で師範と一緒にうっかり桃白白の髪型をからかい、師範は殺され自身も重傷を負う。それ以降、正体のわからない相手やメチャメチャ強そうな相手とは絶対に闘わないと固く誓うようになる。また、悟空たちがいない時の天下一武道会で優勝できたのは本人の実力だが、あくまで常人レベルであり、モンスター系の強敵が出場した場合は体調不良を装って欠場していた。

## 人物像
格闘家としての実力
セルゲーム前、瓦割りを行い手刀で瓦を15枚中14枚破壊した。アニメではその後20枚中19枚と記録を更新し、その他岩を頭で破壊したり、大型バス4台を引っ張っていたり、分厚い電話帳を3冊重ねて引きちぎるシーンもある。天下一武道会予選のパンチマシンの最高記録は139点であり、悟空らが参加するまでは歴代最高記録だった。チャンピオンになってからはあまり真面目に修行をしていないらしく、第25回天下一武道会の時の記録は137点だった。アニメでは体格で自身を上回る（洗脳前の）スポポビッチを苦も無く一蹴していたり、複数のマイクを両手で一まとめに握りつぶしたり、銃を持った悪党を瞬く間に倒す場面が描かれている。鳥山はサタンの実力について、ボブ・サップほど強くはないかもと述べている。
性格
一人称は「わたし」「ワシ」「オレ」。自分の実力に過剰なまでの自信を持っており、パフォーマンスを欠かさないなど自己顕示欲が強い。相手には強気で見下した姿勢が目立つ。しかし相手の実力が判明すると途端に態度が変わり、身の安全を最優先に考えるようになる。セルゲームの際には、セルや悟空らを「身の程知らずの馬鹿」や「口先だけで実力の欠片もない素人」と称し、亀仙人には「あいつは殺されてもいいかもしれん」と言われ、クリリンには「正直言って、セルを応援した」、ベジータからは「バカの世界チャンピオン」と呆れ気味に評される。そしてセルからは「ホンモノのバカだ」と評される有様だった。悟空たちの超サイヤ人や気功波、舞空術なども簡単なトリックと最初は決め付け、セルに負けた後も途中まで言い続ける。これらの他人を馬鹿にする面は、魔人ブウとの戦い以降は見られなくなる。
普段は目立ちたがり屋のお調子者だが、声援に弱く困っている人を見ると放っておけないため、頭部のみになった人造人間16号の最後の頼みを、アナウンサーに反対されて戸惑いながらも「名前も知らない奴らまで闘っているんだ、チャンピオンが逃げたんじゃ笑い者だ」と引き受けている。その虚勢はファンを裏切れないチャンピオンとしての自負と姿勢である。正義感も持っており、後述の通り卑劣な悪人に対しては激しい怒りを見せる。魔人ブウ編では「魔人ブウはなぜ父のことを知っているのですか？」というビーデルの問いにピッコロは「オレたちが力でなんとかしようとしている時に、ミスター・サタンは動機はともあれ魔人ブウと友になることを選んだ。力はオレたちに敵わんかもしれんが、やはりお前の父は誇り高い世界チャンピオンだ」と評している。
アニメでは特大元気玉を放った悟空が体力の消耗によってブウに押された際、ベジータにまだ体力が回復していない地球人たちにもう一度元気を分けてもらうために説得するよう言われるが、これは夢ではなく現実だと認めたうえで、「地球人を死なすようなことはオレにはできない」と断っている。結果的には、これに激昂したベジータが「死んでしまってもドラゴンボールで生き返らせればいい！」と自ら口にしたことでドラゴンボールの存在を思い出し、デンデに指示、デンデが出現していたポルンガに「悟空の体力を通常に戻す」と願うことで悟空の体力が全快。魔人ブウを倒すきっかけを作った。
セルゲーム後、世界を救ったヒーローとしての名声をフルに利用し、かなりの金儲けをしているようである。天下一武道会では人造人間18号に八百長勝ちの代償に2000万ゼニーを支払った他、親戚となってからは、悟空にも修行の費用を当てにされている。またサタンとブウの八百長劇が行われた大会以降、天下一武道会の賞金はサタンの負担になっている。
悟空とベジータの活躍を利用する形で再び英雄としての名声や存在感を得たものの、彼らには心のそこから感謝しておりブウとの戦いから数年後に悟空一行をパーティーに招待するなどしている。また、ことあるごとに「素人」と侮った態度を見せていた悟空に対してもセルゲームや魔人ブウ戦での経験から「悟空さん」と敬称をつけて呼ぶようになった。
家族思いの面もあり、一人娘であるビーデルを溺愛している。ビーデルの交際について「自分よりも強い男じゃないと付き合うな」と言うほどである。悟飯のことは成長して外見が変わったため、セルゲームの時に出会った少年と同じと気付いておらず、「あんな弱そうな奴は駄目だ」と当初は良く思っていなかった。孫のパン誕生後はパンも溺愛するようになる。武道会の試合ではパンの圧勝だったにもかかわらず怪我をしていないか心配して、トランクスに呆れられる。孫家との関係も良好で、悟空のことを「さん」付けで呼び丁寧語で接するなど、一目置いている（『GT』では悟飯のことは「くん」付けで呼んでいる）。第28回天下一武道会では、観戦に来た娘夫婦や仲間たちのために特別席を用意している。
友人思いで、ベジータが無邪気な方のブウにトドメを刺そうとした時はブウを懸命に庇っている。特に身内への情は強く、『GT』でブウが消滅したことで意気消沈して格闘家引退を考えたり、『超』ではビルスが地球を滅ぼそうとした時には真っ先に娘と孫を守ろうと我が身を盾にするなど、普段のイメージを覆す男らしい行動に出ることも。

## 物語内での活躍
強気でいたかと思えば、相手の実力が自分より上だと分かるとすぐに仮病を使い逃げるなど、道化的な役割を担うことが多い。一方で偶然とはいえ、英雄としての名声を活用して魔人ブウを倒すきっかけを作るなど、悟空たちを支える働きもすることも度々あり、物語終盤における宇宙の運命を握る重要なトリックスターである。
当初は地球を脅かすセルに対抗するために名乗りを上げた格闘技の世界チャンピオンとして登場。セルゲームに参加するために会場に赴き、悟空から「やめとけ、セルに殺されるぞ」と注意されたが、サタンは悟空をド素人と見下し聞く耳を持たなかった。最初は余裕綽々でセルに挑むが平手打ちであっさり場外へ吹っ飛ばされ敗北する。この時は「足が滑った」と言い訳をして休憩後に再戦するつもりであることを語るが、実力の差を見抜けない醜態を見たベジータから「バカの世界チャンピオン」と驚愕される。次に行われた孫悟空とセルの戦いを目の当たりにしてようやく自分との実力差を知り、その後再び戦うように言われた時は「腹が痛い」と誤魔化している。
その後、セルに破壊されながらも悟飯を説得しようとする人造人間16号の頼みを聞き、彼の首を悟飯の所まで投げる活躍をする。アナウンサーからはレベルの違う戦いを恐れられ拒否されたが、サタン自身はこのままでは笑いものだとして意地を見せていた。アニメではエネルギー弾の嵐の中16号の首を持っていくなど、サタンなりに困難に立ち向かう姿が描写されている。セルが悟飯に倒された後、サタンに同行したカメラマン、アナウンサーたちが気絶していたことをいいことに、自分が倒したことにする。そのため、世界を救ったヒーローとして語り継がれるようになった（このことについてアニメではウーロンから世界最強の詐欺師と言われる）。その功績を称え、サタンの住む街は「サタンシティ」に改名された（魔人ブウ編序盤の舞台となる）。またアニメではサタンはアナウンサーと共にパレードに登場し、その際にセルに殺された人たちが（ドラゴンボールの願いで）生き返り、事情を知らない人々は「奇跡」と称しサタンの人気がますます高まった。
第25回天下一武道会ではアトラクションとして、少年の部で優勝したトランクスと試合を行うこととなった。しかしトランクスや悟天がセルゲームで出くわした連中の関係者だと気づき、勝ち目がないことに怯え震えあがる。自らの面目を保つために八百長でわざと負けたことにして、紳士的な態度を取ったように見せた（試合終了後控室で痛みに悶えていた）。本戦では悟空たちが試合放棄をしたため残った選手だけでバトルロイヤルを行うことを提案し、18号やマイティマスクに変装したトランクス・悟天の実力を見抜けずカスと見下していた。実力の差を知って怯えた後、最終的に18号に持ちかけられた八百長によって勝利し優勝する。八百長の際に18号の顔面にパンチを打ち込んだが、あまりの弱さに呆れられている。
その後、魔人ブウ（無邪気）が現れた時には周囲から救世主と祭り上げられ戦うことを余儀なくされる。付き添いで来た軍人たちを追い払うと、ブウの機嫌を取るために猛毒入り高級チョコレートや爆弾付きの携帯ゲーム機ゲームポーイを渡したりし、その隙に倒そうとしていた。しかしどちらも全く通用せず、それどころか「美味しかった」「面白かった」とサタンは気に入られ、家来として居候することになる。そのまま懲りずに機会を窺い、ついにブウを倒せる決定的なチャンスとサタン本人が思う場面に直面した際、ブウが子犬（ベエ）と戯れている所を目の当たりにしたことで、仕掛けていたダイナマイトを爆破させることをしなかった。楽しそうにしているブウに対して少なからず情を抱くなど、ブウを危険な存在であると思う悟空たちとは違い、経緯や動機はともあれ唯一ブウの内面にある純粋さに気づき、友情を抱く。ブウに「なぜ破壊や殺戮をするのか」と質問した時の答えに対し、「バビディみたいなやつの言うことを聞いてはいけない」と説得し、サタンの言葉に耳を傾けたブウの再度の質問にやってはいけないと言った結果、それを受け入れたブウは破壊行為と殺戮を止めることを約束する。アニメではその後ブウを騙して撮った写真を見て罪悪感を感じ、破り捨てていた。神殿でこの様子を眺めていたピッコロも最初は「ホラ吹き野郎」と評していたが、最初にブウの悪事を止めるきっかけを作ったことを評価し、後にビーデルに対してブウがサタンを知っている理由を話した際に「力はオレたちに敵わんかもしれんが、お前の父は誇り高い世界チャンピオンだ」、トランクスに対しては「ああ見えても根は善人。あいつなりに地球を救おうとした」と語るなど、考えを改めている。アニメではさらに後述の元気玉作成を成功させた際に「お前には負けたぞ、ミスター・サタン！」と高笑いしながら賛辞を贈っている。
地球人の悪党が魔人ブウの暴挙に乗じてライフルで武装し、弱者を無差別に殺害していた際には、怯える様子も見せずに瞬時に叩きのめした。しかし悪党の不意打ちにより凶弾に倒れ、ブウから治療してもらうが激しい怒りによりブウ（純粋悪）が生まれる。ブウ（純粋悪）がブウを吸収してブウ（悪）に変化した後、サタンも殺されそうになるが、ブウ（悪）の中にわずかに残っていたサタンとの記憶により情が芽生え見逃された。その後子犬を連れて砂漠を彷徨っていたところをピッコロたちに拾われる。アニメでは悪党に向けて激しい怒りを見せながら叩きのめした後、ブウの家を建て直して料理を作っていたところを逆襲され、至近距離から銃撃されて致命傷を負うという展開に変わっている。
ブウ（悪）と悟飯たちの戦いの中、サタンはデンデと共に観戦。悟飯の援護をしようと拳銃を使うがまったく歯が立たず、デンデと共にブウに殺されそうになるが天津飯により救われる。その後、ブウが真の姿（純粋）へと戻った際に地球ごと破壊されて殺されそうになるが悟空と界王神に救われ、界王神界へ移動した。
魔人ブウ（純粋）との最終決戦では、元気玉の前に悟空が気を貯める際の時間稼ぎとして挑んだベジータがブウ（純粋）にやられそうな時、状況を理解せずに無謀にもそこに割って入り、結果的にブウ（善）を吐き出させ（アニメでは気を失ったブウ〈善〉の姿を見て「いい奴だったのに、なんて酷いことを」と悲しんでいた）、ベジータとブウ（善）を救い出す。悟空は超元気玉への協力をテレパシーを使って地球人たちに求めるも、大半の地球人は状況が飲み込めない上、悟空の焦りから出た居丈高な言葉が反発を受ける。しかしその様子を見かねたサタンが一喝し、名声を利用して協力を呼びかけることで、元気の収集を成功に導いた。また、ブウ（純粋）の傍でダメージの影響から身動きがとれず倒れていたベジータを救い出し、悟空からも「おめえは世界の救世主かもな」と認められる。当初は実力がないにもかかわらず自分たちを見下していたサタンのことを軽く見ていた悟空や他の仲間たちからも、この一件以降その後に開催される天下一武道会では、悟空から「もしブウ（善）以外の誰かが勝ち進んでサタンと戦うようなことになったら、優勝させてやる」とサタンの顔を立てる発言をするなど、それなりに認められるようになった。ビーデルは救世主を気取る父を恥ずかしがっているが、アニメでは義理の息子の悟飯やトランクスに、世界を救ったと称されている。
ブウ（純粋）戦後、地球の人々に協力への感謝を交えながら魔人ブウが倒れたことを伝えて安心させ、瀕死のブウ（善）の命乞いをしてデンデに回復してもらう。地球に帰還後ドラゴンボールの力で一般の人たちからブウの記憶を消してもらい、ミスター・ブウと名を変えたブウや、ブウが拾ってきた子犬ベエと一緒に暮らす。アニメでは邪悪なブウがまた生まれることを懸念して、外出するブウに対してむやみに怒ったりしないよう忠告していることがブウによって語られている。
ブウとの戦いから10年を経ても、現役格闘家として天下一武道会でチャンピオンを維持している。ただし、武道会では毎回ブウとの八百長決戦をしている。頭髪は大部分がハゲていた。また、悟空たちにすっかり頭が上がらなくなっていた。

### 劇場版などへの登場
劇場版では、セル編以降のストーリーである第12作目『ドラゴンボールZ 銀河ギリギリ!!ぶっちぎりの凄い奴』にて初登場。ギョーサン・マネーの開催した天下一大武道大会のゲストとして登場。悟飯たちが出場していることや、銀河戦士たちの登場で逃げようとするなど相変わらず情けないが、自分を頼るファンに後押しされる形で戦いの場に。結果的に、乗ったカプセルが銀河戦士に激突しそうになったため、超能力にかけられ動けなくなっていた悟飯を助けることになる。またこの劇場版のみ髪の毛に青みがかかっている。
劇場版第14作目『ドラゴンボールZ 超戦士撃破!!勝つのはオレだ』では、天下一武道会の賞金目当て（八百長の報酬）で18号に家に押しかけられる中、サタンに仕返しに来たかつてのライバルであるジャガー・バッタお抱えのバイオ戦士たちと闘うことになるが、後をついてきた18号やトランクス、孫悟天を弟子として闘わせる。その後、調子に乗ったことでジャガーによって封印が解かれ、暴走したバイオブロリーとの闘いに巻き込まれるが持ち前の悪運で生存し、この災難が悟天に培養液の弱点を気付かせ、結果としてこの作品でも間接的に世界を救うことになる（トランクスいわく「あいつもたまには役に立つ時もあるんだな」と言われている）。しかし、ジャガーに散々高を括った結果、バイオブロリーに殺されそうになったり、培養液に追いかけられたり、挙句の果てに作中で何度か18号に助っ人を頼んだりしていたため、賞金は1億までつり上がるなど自業自得という形で今までの調子に乗った報いを受けることになった。劇中で彼がポーズをつける際、『タイガーマスク』のテーマが流れた。本作に登場したジャガーは、『ドラゴンボールZ 真武闘伝』では、ミスター・サタンが主人公の「Mr.サタンモード」で、サタンの従兄弟という設定で金に困っているサタンに賭け試合を持ちかける役割で登場している。
劇場版第15作目『ドラゴンボールZ 復活のフュージョン!!悟空とベジータ』では、地獄から復活したゾンビがフリーザたちと違い、あまりに弱かったために善戦するが、マスコミが来ないことに不平を漏らしていた。そのまま立ち去るが背後からゾンビの大群が迫っていることにまったく気づいていなかった。
劇場版第18作目『ドラゴンボールZ 神と神』では、ビーデルから「もう1人のサイヤ人がいる」との一言に「パパは偉大だが純粋な地球人でサイヤ人ではない」と割って入り「パパのことじゃない」と否定されるなど相変わらずのお調子者ぶりをみせるが、デンデからビーデルが懐妊していることを聞き歓喜した。また、2014年3月22日に土曜プレミアムで放送された特別版では、ブルマの父のブリーフ博士を召使いと勘違いして横柄な態度で酒を持ってくるよう要求したが（もっともブリーフ博士自身はサタンのその態度を意にも介さずに酒を持ってこようとした）、牛魔王やチチからブリーフがカプセルコーポレーションの社長で世界一の金持ちだと知らされると途端にへりくだった態度を取ったり、酔った勢いでビルスに戦いを要求してそのまま酔いつぶれたりといったシーンが追加されている。
ジャンプスーパーアニメツアー08上映作品『ドラゴンボール オッス!帰ってきた孫悟空と仲間たち!!』では、魔人ブウ（純粋）を撃退した記念に建築したホテルでビーデルや悟空たちをパーティーに招待するが、「調子に乗っている」とビーデルから不快感を持たれていた。宇宙から飛来してきたアボ、カドと悟空たちとの激闘で自分のホテルが無残に崩壊したことで落ち込む。ビーデルには「神様からの警告」「自分の力でやり直そう」と言われるが、クリリンから「神龍にお願いすればいい」と指摘され、調子に乗ってたちまち立ち直る。それを見たビーデルに「やり直すんじゃなかったの?」とたしなめられ、初心に戻る。また、ビーデルの電話中に、ブウとベエの3人での入浴後のシーンがある。同作では孫一家に口止め料として大金を支払ったことが悟空により語られている。

### ドラゴンボール超
魔人ブウとの闘いが終わり、数年後にビーデルが悟飯と結婚した頃に世界平和大賞を受賞。その時に受け取った1億ゼニーを親戚関係になった悟空に渡す。また、ビーデルと悟飯のために豪邸を建てており、一緒に食事をすることもある。
悟空とビルスの戦いの後に記者会見を開き、破壊神を退治したとホラを吹いて再び人々から英雄扱いされる。破壊神ビルスを撃退したことを聞きつけて地球を訪れたスナク星の大使から、功績を称えられ勇者のメダルを贈られるが、スナク星の勇者ガルビと試合を行うことになり、たまたまスナク星人が苦手とする犬のベエを見てガルビが恐れをなして逃走したことで勝利する。
神の力を得たことにより超サイヤ人のような金髪の姿になるという妄想を何度かしており、この姿は『ICカードダス ドラゴンボール』で「スーパーミスター・サタン」と名付けられている。
破壊神シャンパ編では第6・第7宇宙破壊神選抜格闘試合を観戦する。ブウが試合の報酬である超ドラゴンボールの願いを悪事に使うのではないかと心配するが、世話になっているサタンに譲るつもりであることを聞いた際には涙を流して感激していた。また、第7宇宙代表戦士のモナカを気に入りイメージキャラクターにしようと契約を迫るが失敗する。
“未来”トランクス編では悟飯に会いに来たトランクスに自分の活躍した映像を収録したビデオを見せていた。ザマスとの戦いが終わった後、劇場映画「グレートサイヤマンVSミスターサタン」で本格俳優デビューする。
宇宙サバイバル編では全覧試合で戦うメンバーを探していた悟空の話を聞き、ブウに対する説得役として同行する。第一試合を観戦していた際にブウと対戦していたバジルの攻撃の余波に巻き込まれて負傷したが、それによってブウが相手に対して怒った上で本気を出すというきっかけを作った。試合の決着後はブウの力によって回復し、すぐに目を覚ましてブウと共に勝利を喜ぶ。その後は力の大会に備えたブウの修行に付き合い、訪れた悟空とブウの組手を提案する。

### ドラゴンボールGT
第2話初登場。未だ現役として活躍し、パンを溺愛するおじいちゃんとして登場。悟空たちの戦いを見守り、時に戦いに巻き込まれるパンを身を挺（てい）して守るシーンもある。また、パンが大猿ベビーのスーパーギャリック砲に消し飛ばされたと勘違いした時には、「自分も殺せ」と言い出すなど溺愛っぷりに拍車がかかっていた。パンはサタンのお調子者ぶりに呆れながらも、祖父としては大切に思っている。オープニングでは宇宙服姿で登場。
悟空たちが宇宙に旅立ち九ヶ月後の第27話でベビーの手により周囲の人間や地球に異変が起こったことに気がつき、ミスター・ブウ（魔人ブウ〈善〉）の体内に身を隠し、帰ってきた悟空とパンに全てを伝えた。第31話でパンやブウと共に力を合わせ、ビーデルや悟空の家族たちを助けるためにツフル星へ向かう。その後の第32話でウーブを助けに行くブウに最後の別れをする。
戦いにおいては悟空に頼りっきりであるが、相変わらず人気だけは絶大であり、究極のドラゴンボールによる地球崩壊の危機に直面した人類を、ツフル星への避難へと導いた。また、第27話ではベビーに洗脳されていた多数の一般人を瞬く間に倒したが、その時意識だけはただの人間でなくなっていたため気絶には至らなかった。ブウに対しては変わらず「さん」付けで呼んでいるが、『Z』や『超』と異なり対等な口調で話している。
ベビーとの戦いの後に行われた天下一武道会においてはブウがいなくなったことによるモチベーションの低下から引退を決意するが（悟空を退け、孫娘であるパンを優先に出場させ後継者に推薦しようとした）、決勝のウーブとの試合ではブウの心がウーブを停止させたことにより運よく勝利。実力で勝ったと勘違いして自信を取り戻し、いつものお調子者に戻って観客たちの笑顔と歓声を受けつつ現役続行を宣言した。
あの世（地獄）とこの世（地上）が結合した際、邸宅から荷造りして逃げようとするも、地獄から蘇った過去の悪人たち（レッドリボン軍やリルド将軍）に追い掛け回されていたところをパンたちに助けられている。
一星龍と最終決戦の際は、ビーデルたちと共に悟空の最後の戦いを見届けるため応援に駆けつけた。しかし、何度も危険に巻き込まれているため、またしてもパンに助けられている。最終話では神龍と共に旅立つ悟空と最後の別れをした後、ビーデルから夕食に誘われ帰って行った。
そして時代が百年過ぎた後には、幾度となく地球を救った伝説の英雄として悟空と共に崇められ、子孫にあたる孫悟空Jr.の戦う天下一武道会会場では像が建てられていた。

## 家系図
| バーダック | バーダック | バーダック | バーダック | バーダック | バーダック |            |            | ギネ       | ギネ       | ギネ | ギネ | ギネ | ギネ |  |  | 孫悟飯 （育ての親）   | 孫悟飯 （育ての親）   | 孫悟飯 （育ての親）   | 孫悟飯 （育ての親）   | 孫悟飯 （育ての親）   | 孫悟飯 （育ての親）   |  |  | 牛魔王 | 牛魔王 | 牛魔王 | 牛魔王 | 牛魔王 | 牛魔王 |  |  | ミスター・サタン | ミスター・サタン | ミスター・サタン | ミスター・サタン | ミスター・サタン | ミスター・サタン |          |          | ミゲル   | ミゲル   | ミゲル | ミゲル | ミゲル | ミゲル |  |  |  |  |
| バーダック | バーダック | バーダック | バーダック | バーダック | バーダック |            |            | ギネ       | ギネ       | ギネ | ギネ | ギネ | ギネ |  |  | 孫悟飯 （育ての親）   | 孫悟飯 （育ての親）   | 孫悟飯 （育ての親）   | 孫悟飯 （育ての親）   | 孫悟飯 （育ての親）   | 孫悟飯 （育ての親）   |  |  | 牛魔王 | 牛魔王 | 牛魔王 | 牛魔王 | 牛魔王 | 牛魔王 |  |  | ミスター・サタン | ミスター・サタン | ミスター・サタン | ミスター・サタン | ミスター・サタン | ミスター・サタン |          |          | ミゲル   | ミゲル   | ミゲル | ミゲル | ミゲル | ミゲル |  |  |  |  |
|            |            |            |            |            |            |            |            |            |            |      |      |      |      |  |  |                       |                       |                       |                       |                       |                       |  |  |        |        |        |        |        |        |  |  |                  |                  |                  |                  |                  |                  |          |          |          |          |        |        |        |        |  |  |  |  |
|            |            |            |            |            |            |            |            |            |            |      |      |      |      |  |  |                       |                       |                       |                       |                       |                       |  |  |        |        |        |        |        |        |  |  |                  |                  |                  |                  |                  |                  |          |          |          |          |        |        |        |        |  |  |  |  |
|            |            |            |            | ラディッツ | ラディッツ | ラディッツ | ラディッツ | ラディッツ | ラディッツ |      |      |      |      |  |  | 孫悟空 （カカロット） | 孫悟空 （カカロット） | 孫悟空 （カカロット） | 孫悟空 （カカロット） | 孫悟空 （カカロット） | 孫悟空 （カカロット） |  |  | チチ   | チチ   | チチ   | チチ   | チチ   | チチ   |  |  |                  |                  |                  |                  |                  |                  |          |          |          |          |        |        |        |        |  |  |  |  |
|            |            |            |            | ラディッツ | ラディッツ | ラディッツ | ラディッツ | ラディッツ | ラディッツ |      |      |      |      |  |  | 孫悟空 （カカロット） | 孫悟空 （カカロット） | 孫悟空 （カカロット） | 孫悟空 （カカロット） | 孫悟空 （カカロット） | 孫悟空 （カカロット） |  |  | チチ   | チチ   | チチ   | チチ   | チチ   | チチ   |  |  |                  |                  |                  |                  |                  |                  |          |          |          |          |        |        |        |        |  |  |  |  |
|            |            |            |            |            |            |            |            |            |            |      |      |      |      |  |  |                       |                       |                       |                       |                       |                       |  |  |        |        |        |        |        |        |  |  |                  |                  |                  |                  |                  |                  |          |          |          |          |        |        |        |        |  |  |  |  |
|            |            |            |            |            |            |            |            |            |            |      |      |      |      |  |  | 孫悟飯                | 孫悟飯                | 孫悟飯                | 孫悟飯                | 孫悟飯                | 孫悟飯                |  |  | 孫悟天 | 孫悟天 | 孫悟天 | 孫悟天 | 孫悟天 | 孫悟天 |  |  |                  |                  |                  |                  | ビーデル         | ビーデル         | ビーデル | ビーデル | ビーデル | ビーデル |        |        |        |        |  |  |  |  |
|            |            |            |            |            |            |            |            |            |            |      |      |      |      |  |  | 孫悟飯                | 孫悟飯                | 孫悟飯                | 孫悟飯                | 孫悟飯                | 孫悟飯                |  |  | 孫悟天 | 孫悟天 | 孫悟天 | 孫悟天 | 孫悟天 | 孫悟天 |  |  |                  |                  |                  |                  | ビーデル         | ビーデル         | ビーデル | ビーデル | ビーデル | ビーデル |        |        |        |        |  |  |  |  |
|            |            |            |            |            |            |            |            |            |            |      |      |      |      |  |  |                       |                       |                       |                       |                       |                       |  |  |        |        |        |        |        |        |  |  |                  |                  |                  |                  |                  |                  |          |          |          |          |        |        |        |        |  |  |  |  |
|            |            |            |            |            |            |            |            |            |            |      |      |      |      |  |  |                       |                       |                       |                       |                       |                       |  |  |        |        |        |        |        |        |  |  |                  |                  |                  |                  |                  |                  |          |          |          |          |        |        |        |        |  |  |  |  |
|            |            |            |            |            |            |            |            |            |            |      |      |      |      |  |  |                       |                       |                       |                       | パン                  |                       |  |  |        |        |        |        |        |        |  |  |                  |                  |                  |                  |                  |                  |          |          |          |          |        |        |        |        |  |  |  |  |
|            |            |            |            |            |            |            |            |            |            |      |      |      |      |  |  |                       |                       |                       |                       |                       |                       |  |  |        |        |        |        |        |        |  |  |                  |                  |                  |                  |                  |                  |          |          |          |          |        |        |        |        |  |  |  |  |
|            |            |            |            |            |            |            |            |            |            |      |      |      |      |  |  |                       |                       |                       |                       | 3代不明               |                       |  |  |        |        |        |        |        |        |  |  |                  |                  |                  |                  |                  |                  |          |          |          |          |        |        |        |        |  |  |  |  |
|            |            |            |            |            |            |            |            |            |            |      |      |      |      |  |  |                       |                       |                       |                       |                       |                       |  |  |        |        |        |        |        |        |  |  |                  |                  |                  |                  |                  |                  |          |          |          |          |        |        |        |        |  |  |  |  |
|            |            |            |            |            |            |            |            |            |            |      |      |      |      |  |  |                       |                       |                       |                       | 孫悟空Jr.             |                       |  |  |        |        |        |        |        |        |  |  |                  |                  |                  |                  |                  |                  |          |          |          |          |        |        |        |        |  |  |  |  |

## サタンの技
ダイナマイトキック
片足を突き出しての飛び蹴り。セルには全く通用しなかった。劇中の台詞によればサタンの大技であるらしい。ゲーム作品でもサタンの代名詞と言える必殺技として登場している。

キングオブドリーマー
ダイナマイトキックを決めた後、強力なラッシュを見舞う。しかし当のセルには全く効かず、手刀一発であしらわれた。
ローリングアタックサタンパンチ / ローリングサタンパンチ
前転しながら相手に転がって行った後、ジャンプしてパンチする技。18号に対して使うも、無視される。
原作やゲームでは技名を発しているが、アニメでは言っていない。
『ドラゴンボール ゼノバース』では娘のビーデルや孫のパンがこの技を使用可能となっている。

バルカンジャブ
天下一武道会のバトルロイヤルにて見せたその場でステップを踏みながら、パンチを連打するパフォーマンス。

サタンミラクルスペシャルウルトラスーパーメガトンパンチ
天下一武道会のバトルロイヤルにて18号に放った強烈な右ストレート。全く効いておらず、「…これがお前の必殺技か?」と言われて赤面する。八百長で自分で吹っ飛んで行った18号に対しサタンは「何気ないパンチだが数秒後爆発的な衝撃に襲われる」というハッタリを言う。名前はその場で適当につけたもので、自分自身でもその後技名を覚えておらず、試合後のコメントではサタンミラクルビーチフルスーパーバリバリパンチと名前が変わっている（アニメではその後も何度か名前が変わっている）。

プレゼント・フォー・ユー / プレゼントボム
下手に出て爆弾内蔵のゲームポーイを渡し、相手がやりこんでいる間に爆発させる騙し技。原作ではブウに使用するが、全く効いてなかった（それどころか「面白い」と喜ばれた）。プレゼント・フォー・ユーの名称で登場した作品のうち、『Z3』以降では大幅に演出が強化されてフィールドを完全に壊滅させるほどの大爆発を起こす。また、ゲームではどんな対戦相手でもゲームをプレイし、やりこんでしまう技となっている。
アニメで描写されたゲーム版内容は、サタンが主人公の格闘ゲームやパズルゲームだった。

ミラクルニール
土下座。原作でブウ（純粋）のパンチを偶然回避した。

救世主参上
ピースサインのポーズをとって高笑いし、自分の存在を周囲にアピールする。『ゼノバースシリーズ』では周囲の敵のターゲットを強制的に自分にロックオンさせる効果を持つ。
『ドラゴンボール ゼノバース2』に登場するレイドボスのサタンは性能が変更されており、全方位を衝撃波で攻撃する技となっている。また、同作の新システムであるクロス究極技で発動できる「X救世主参上」は発動した自分ともう片方のキャラクターの体力を回復させる効果を持つ。

## 担当声優
- 郷里大輔（『ドラゴンボールZ』、『ドラゴンボールGT』）
- 石塚運昇（『トリコ×ONE PIECE×ドラゴンボールZ 超コラボスペシャル!!』、『ドラゴンボールZ 神と神』、『ドラゴンボール改』、『ドラゴンボール超』）
- 江原正士（『ドラゴンボールZ カカロット』以降のゲーム作品）
- 櫻井トオル（『ドラゴンボールDAIMA』のミニ状態）

## ゲーム作品でのサタン
ゲームでの初登場はスーパーファミコンソフト『ドラゴンボールZ 超武闘伝』。条件を満たすと登場するイベントキャラクター（プレイヤーは操作できない）であり、原作同様セルに一撃で倒される。続編『超武闘伝2』においてもほぼ同様で、この作品では郷里による音声も付いている。
設定上の強さが一般人の域である関係上、格闘ゲーム系に参戦する場合は意図的に弱く調整される。作品によっては直撃させてもダメージの成否判定が発生し、否判定だと1ダメージしか与えられない技を持っていることがある。
ファミリーコンピュータソフト『ドラゴンボールZ外伝 サイヤ人絶滅計画』では、サブイベントで彼のサインを欲しがる子供のためにサインを貰いに行くイベントがある（本人いわく「機嫌がいい」）。同作の天下一武道会モードでは選手にエントリーされているが、いざ試合となると仮病を使いプレイヤーの勝利となる。
1994年のアーケードゲーム『ドラゴンボールZ2 Super Battle』では家庭版に先駆けてプレイアブルキャラクターとして使用可能。業務用格闘ゲームとしては唯一の参戦。後述のUltimate Battle 22バージョンのサタンのプロトタイプ的な性能となっており、背中のジェットパックで空も飛べるようになっている。
PlayStationソフト『ドラゴンボールZ Ultimate Battle 22』ではプレイヤーキャラクターとして家庭版に本格参戦する。舞空術やダッシュが使えず、気弾のかわりに爆弾（手榴弾）を使用し、気弾をバットで打ち消し、背中のリュックから武器（バズーカなど）を持ち出して戦う。
PlayStation 2ソフト『ドラゴンボールZ (ゲーム)』シリーズではジェットパックを背負っており、ダッシュが可能。セルゲームを舞台にサタン視点のIFを体験できる「LEGEND of Mr.Satan」が用意されている。以後他のシリーズを重ねる毎に個性化が図られ、低性能かつトリッキーな操作キャラクター（攻撃力や防御力などのステータスのほとんどはレベル1）に調整されることが多い。『ドラゴンボールZ Sparking!』シリーズでは同じく舞空術が使えないためジェットパックを背負っていたり、気弾や気合砲のかわりにや岩を投げたり、贈り物で相手を油断させたり、屁で相手を吹き飛ばしたりできる。また本作においてはプレイヤーの操作次第により、セルやブウを倒せるストーリーが展開されるようになっている。また、悟飯（青年期）と対決させると「娘はやれん」などと言ったりする。
ニンテンドーDSゲーム『ドラゴンボールZ 舞空烈戦』のブロリーが主人公のストーリーではかつて魔人ブウを諭したのと同じく、ひとつの暴力も使うことなく記憶を失った青年として弟子に迎え入れるルートが存在する。悟空との対面で記憶を取り戻した後でもブロリーの暴走を制御装置なしで止めて落ち着かせ、地球滅亡の危機を救っている。
トレーディングカードアーケードゲーム『ドラゴンボールヒーローズ』では、GDM6弾までは郷里の過去に収録したボイスが使用されており、ブウと魔人アバターによる超ユニット技「正義の魔人ユニット」がある。このユニットでは敵に攻撃しようとするがエンジンの不調で攻撃失敗になりかけた後、サタンを傷付けたと勘違いした魔人アバターとブウのコンビネーション技で敵をぶっ飛ばし、最後はサタンが自分がやったかのように「その程度か」と言い放つなどお調子者の彼らしい演出となっている。魔人アバターからは「サタンさん」と呼ばれている。また、チャージインパクト勝負におけるミラクルパーフェクトの発生確率がアップするアビリティ「強運の持ち主」も持っていることがある。デッキにパンがいるときに限り、彼女のミラクルパーフェクト発生率もアップするアビリティ「孫想いのおじいちゃん」も持っていることがある。1弾から全弾カード化されているがサタンは気弾が使えないため、エリートタイプのカードは存在しない（GTも同様）。天下一武道会モードではGDM7弾にて実況を務めており、その関係上GDM7弾から石塚が新規収録を行い、務めるようになった。
アーケードゲーム『ドラゴンボール ZENKAIバトルロイヤル』では、気弾や必殺技を問わず気を使った攻撃を受けると「BOM」という擬音と爆発演出とともに吹き飛ばされるがノーダメージという特性を付加されている。これは悟空たちの技を「すべてトリックだ!」と持ち前の思い込みでやせがまんをするというのと持ち前の悪運の強さによるもの。空を飛べず、気弾の代わりに手榴弾を使い地雷をばら撒き懐から出す高い追尾能力を持つカタパルトミサイルを放つ。また技の中には全キャラクター中唯一の体力回復技「ナンバーワン!」があり、発動中は歩くことしかできないが、その代わり出し切るとゲージ一本分の回復効果があり、力の無さを補うことができる。またキャラクター特性として「そうか!これは夢なのか!」があり、ゲーム開始直後に一気にゲージ一本分の体力を奪われ仙豆を使わされると大幅にパワーアップをして2本目の体力ゲージでの復帰となる。またドクター・ゲロと並んで相手の気力を減らす攻撃を行うことができ、ヘビーアタックを当てると木枯らしの演出と「しーん」という擬音が発生し、直後に相手にノーダメージで殴り飛ばされるがサタンのあまりのくだらなさに相手の気力が0となる。全キャラクター中最弱の攻撃力だが、最高のヒット数と素早い攻撃モーションを持っている。
『ドラゴンボール ゼノバース』では主人公（プレイヤー）を弟子に取り、自分の名を広めるため優秀な格闘家に育て上げようとする。しかし実力差は歴然であり、それに気づきながらも自分の方が強い・偉いと振る舞っている。最終的に情が芽生えたらしく、主人公のことは自慢の弟子として認めている様子。敵として登場する場合は、トワの魔術により残虐な超人へと変貌し、セルジュニアと共にヤムチャや天津飯など地球の戦士たちを痛めつけ戦闘不能にした。主人公が介入したことで凶悪化は解かれ元の人間へと戻った。
続編『ドラゴンボール ゼノバース2』では自分のボディガードを探しており、主人公に試験として様々な難題を課してくる。

## 補足
もし、もうひとつの『ドラゴンボール』を描くとしたら主人公にしたいのはサタンで、サタンとブウのギャグマンガにしたいと鳥山は語っている。
また、鳥山は「好きなバトルベスト5」の2位に、ちびトランクス対サタンを挙げている。
『CROSS EPOCH』では冒頭で王様となって登場。ドラゴンボール（作中では奇跡の球と明記）によって王様にしてもらった。